# Censure d'Internet au Vietnam
La censure d'Internet au Viêt Nam est le blocage de sites web allant à l'encontre des principes du gouvernement vietnamien, de ceux de partis politiques expatriés et d'organisations internationales des droits de l'Homme, entre autres. Le Viêt Nam règlemente l'accès de ses citoyens à Internet par des moyens à la fois techniques et légaux. Les efforts du gouvernement vietnamien pour réglementer et assurer la surveillance d'Internet sont désignés sous le terme de « pare-feu de bambou. »
L'OpenNet Initiative qualifie le niveau du filtrage web au Viêt Nam comme omniprésent sur les contenus politiques, important sur les contenus d'Internet en général et sélectif dans les domaines conflictuels/de sécurité en 2011, tandis que Reporters sans frontières considère le Viêt Nam comme un « ennemi d'Internet,. ». Le 1er septembre 2013 est entré en application le Décret 72, qui interdit notamment toute évocation de l'actualité sur les réseaux sociaux
Le gouvernement vietnamien prétend protéger son pays contre des contenus sexuels et obscènes grâce à ses efforts de blocage, mais la plupart des sites filtrés contiennent des contenus politiques et religieux qui pourraient compromettre le Parti communiste au pouvoir. Amnesty International rapporte que des militants ont été arrêtés pour leurs activités en ligne.

## Histoire

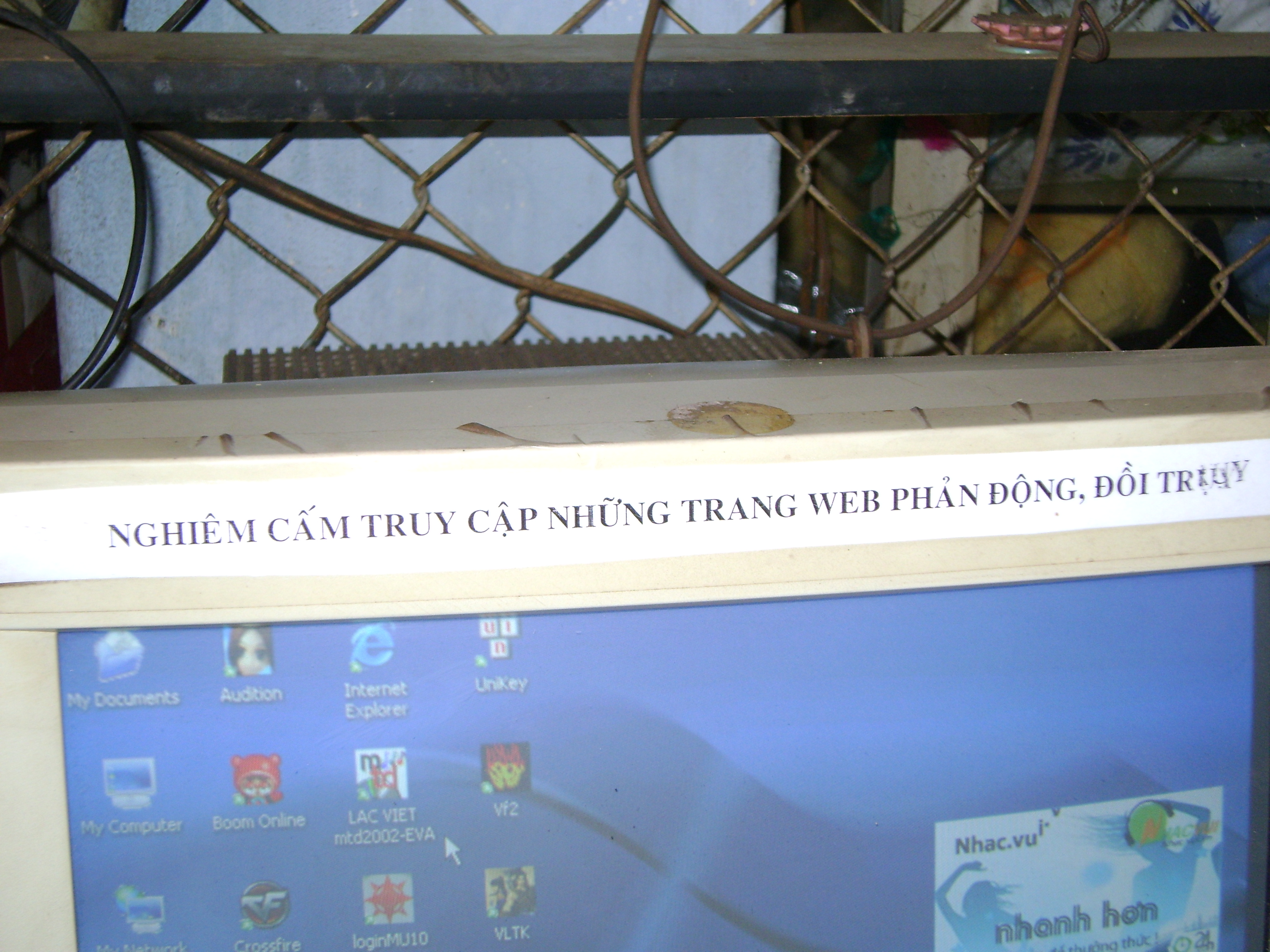
Avertissement collé au-dessus d'un écran d'ordinateur dans un cybercafé rappelant l'interdiction d'accès à des sites politiques ou à caractère sexuel (2008).

Le filtrage d'Internet au Vietnam a débuté en grande partie en 1997, avec un décret gouvernemental sur l'utilisation d'Internet, qui charge la Direction générale du bureau postal (DGPT) de la régulation et de la surveillance d'Internet. En conséquence, le DGPT régule tous les aspects d'Internet, notamment la création et l'enregistrement des fournisseurs Internet et l'enregistrement de chaque abonnement.
Le Décret 72, entré en application en septembre 2013, interdit toute évocation de l'actualité sur les réseaux sociaux, requiert l'identification de tous les profils et rend les fournisseurs d'accès responsables des activités de leurs clients en ligne

## Censures

### Contenus subversifs
OpenNet constate que les blocages se concentrent principalement sur les sites web présentant l'opposition politique hors du Viêt Nam, les médias indépendants et étrangers, des contenus religieux et la défense des droits de l'Homme. Les proxies, qui sont illégaux, sont fréquemment bloqués. Néanmoins, il n'existe pas de loi interdisant l'usage de VPN au Vietnam. La majorité des sites web bloqués sont liés au Vietnam, rédigés en vietnamien ou consacrés à des sujets liés de près ou de loin au Viêt Nam. Les sites non liés au Viêt Nam ou uniquement rédigés en d'autres langues sont rarement bloqués.

### Pornographie
Bien que le contenu "obscène" soit l'une des principales raisons invoquées par le gouvernement pour censurer Internet, en fait, très peu de sites Web pornographiques sont censurés au Vietnam. Cela montre que la censure n'est en fait pas pour des raisons gouvernementales. Une étude d'OpenNet en 2007 a montré qu'aucun site Web avec de la pornographie n'était bloqué (à l'exception d'un site contenant un lien vers un site de pornographie, mais était bloqué pour d'autres raisons). Lorsque certains sites tels que Facebook et YouTube sont considérés par les représentants des médias au Vietnam comme étant bloqués pour des raisons économiques, car ils représentent 70% à 80% de la bande passante internationale sans générer de bénéfices à la maison. Dans le même temps, certains commentaires locaux ont demandé si des milliers de sites Web pornographiques étaient rentables pour le réseau sans être bloqués. Cela est particulièrement déraisonnable dans le contexte où le Vietnam est le pays avec le plus de chercheurs de sexe dans le monde, selon les statistiques de Google sur les mots clés de 2007 à 2010. Les statistiques de trafic de ces sites Web n'ont pas non plus été publiées. En novembre 2019, le Vietnam Internet Service Provider tel que Viettel, VNPT, FPT Telecom, etc. peut avoir bloqué une masse de sites pornos en silence ou officiellement, mais l'événement n'a pas encore été clairement annoncé.
Selon WeAreSocial, le réseau social en ligne Facebook aurait eu 8,5 millions d'utilisateurs au Viêt Nam et ce nombre se serait accru rapidement depuis l'apparition d'une interface en langue vietnamienne. Durant la semaine du 16 novembre 2009, les utilisateurs de Facebook en vietnamien ont rapporté avoir été incapables d'accéder au site. L'accès au site avait été aléatoire au cours des semaines précédentes et on a parlé de techniciens auxquels le gouvernement aurait donné l'ordre de bloquer l'accès à Facebook.
Un supposé décret officiel datant du 7 août 2009, a été plus tard diffusé sur Internet, mais son authenticité n'a pas été confirmée. Le gouvernement vietnamien a nié avoir délibérément bloqué Facebook  et le fournisseur d'accès Internet FPT a expliqué qu'il travaillait avec des compagnies étrangères pour régler un problème au niveau des serveurs de Facebook aux États-Unis.

### Blogs
Au Viêt Nam, Yahoo! 360° est un service de blogage célèbre. À la suite de répressions gouvernementales contre les journalistes traitant de la corruption à la mi-2008, de nombreux blogs diffusent cet événement, critiquant souvent le gouvernement. Le ministère de l'information a proposé en réponse une réglementation limitant le contenu des blogs aux questions strictement personnelles. Global Voices Advocacy tient à jour une liste de blogueurs arrêtés pour s'être librement exprimés.

### Répression des opposants
Le gouvernement vietnamien lutte contre le cybermilitantisme grâce à l'arrestation de blogueurs et de journalistes,. Ces arrestations permettent d'empêcher les dissidents de poursuivre leurs activités, et de persuader les autres de pratiquer l'auto-censure. Le Viêt Nam est la deuxième plus grande prison d'activistes après la Chine.